# Ка ди Санте (Модена)
Ка ди Санте је насеље у Италији у округу Модена, региону Емилија-Ромања.
Према процени из 2011. у насељу је живело 22 становника. Насеље се налази на надморској висини од 174 м.